# Beate Passow
Beate Passow (* 1945 in Stadtoldendorf) ist eine deutsche Installations-, Foto- und Collagekünstlerin. Mit ihrer Kunst arbeitet sie „gegen das Vergessen“, sieht ihr Schaffen aber nicht als Vergangenheitsbewältigung, sondern als „Gegenwartsbewältigung“. 2017 erhielt sie den Gabriele Münter Preis für Bildende Künstlerinnen in Deutschland.

## Leben und künstlerischer Werdegang
Beate Passow wurde 1945 in Stadtoldendorf in Niedersachsen geboren. Ihr Vater war Oberforstrat in Krakau und überzeugter Nationalsozialist. Bei Passows Geburt war er in Kriegsgefangenschaft und Passows Mutter erzog ihre beiden Töchter allein.
Von 1969 bis 1975 studierte sie an der Münchner Akademie der Bildenden Künste Malerei bei Mac Zimmermann, wandte sich aber bald der Konzeptkunst zu.
Während des Studiums heiratete Passow, bekam ein Kind und malte. Als der Sohn volljährig war, verließ sie die Familie und intensivierte ihre künstlerische Tätigkeiten. Sie lebt und arbeitet seit 1966 in München.

## Künstlerische Positionen
Beate Passow arbeitet mit Installationen, Objekten, Fotodokumentationen und Bildern. Sie schafft auch Kunst im öffentlichen Raum.
„Beate Passow arbeitet gegen das Vergessen.“
Gemäß ihrem Konzept Art of memory macht sie in den späten 1980er Jahren die verdrängte deutsche Vergangenheit zum Thema ihrer politische Kunst: Mit Nationalsozialismus, Völkervernichtung und Krieg, aber auch Neonazismus setzt sie sich seitdem auseinander. Dabei soll ohne erhobenen Zeigefinger Gegenwärtiges durch die Rückbindung an die Vergangenheit begreifbar gemacht werden. Die Künstlerin sieht ihr Schaffen nicht als Vergangenheitsbewältigung, sondern als „Gegenwartsbewältigung“. Sie ist „keine Frau der politischen Parolen“. Vielmehr gelingt es ihr, „politische oder moralische Problemlagen unverkürzt, in ihrer gesamten Komplexität [...] in ein Bild zu bringen“. Sie setzte sich schon früh das Ziel, Wundmale vor dem Verschwinden zu bewahren. Die künstlerische Auseinandersetzung mit dem Nationalsozialismus empfand sie nach ihrer Rückkehr von einem Stipendienaufenthalt in Israel als abgeschlossen und fotografierte danach unter anderem in China und im Iran. In jüngerer Zeit ist Europa das Zentrum ihrer Arbeit.
In ihren Werken steckt Humor, aber auch „viel Ernst und vor allem eine höchst sensible politische und soziale Haltung“. In einigen Werken zeigt sie auch „die psychologischen Beschädigungen des Individuums in der wachsenden sozialen Kälte unserer Gesellschaft“. Beate Passow glaubt an „das emotionale Potenzial der Kunstwerke“. Sie möchte, dass ihre Werke „schön aussehen“, damit man nicht sofort wahrnimmt, dass sich „etwas ganz anderes dahinter verbirgt“. Immer wieder benutzt sie „Stickerei als Metapher für die Kombination von ansonsten unvereinbaren Elementen“. Charakteristisch für Passow ist dabei die Beschränkung auf Weiß und Schwarz.

## Werke (Auswahl)

### Bezugspunkte 38/88(1988)
Beim Steirischen Herbst in Graz präsentierte Beate Passow eine Installation, die sich mit der Rolle der Kirche während des Dritten Reichs beschäftigte:
Über einem Portal des Erzbischöflichen Palais waren zwei Fotos von Thomas Mann und Papst Pius XII. in seinem Ornat installiert. Über einen Lautsprecher war die Stimme von Thomas Mann zu hören. Aus den Boxen schallte zu jeder vollen Stunde eine jener legendären Reden, die Thomas Mann von 1940 bis 1945 von London aus an das deutsche Volk gerichtet hatte.

### Ein Mann wohnt im Haus(1990)
Diese Adolf-Eichmann-Installation besteht aus einem begehbaren Glashaus, in dem über Kopfhörer das Urteil im Eichmann-Prozess angehört werden kann, außerhalb des Glashauses die Anklage, beides gesprochen von Harry Mulisch. An einer Stirnseite des Glashauses befinden sich zwei Fotos von Eichmann: „einmal die rechte Seite verdoppelt und einmal die linke – eine Praxis, die in der Psychiatrie angewandt wurde, um die beiden Seiten eines Menschen zu zeigen“.
Beate Passow zitiert im Titel Paul Celans Gedicht Todesfuge. Das Foto von Adolf Eichmanns, aufgenommen nach seiner Entführung 1960 aus Argentinien nach Israel, ist eine Medienikone des 20. Jahrhunderts. Im Gericht in Jerusalem saß Eichmann während des Prozesses in einem Glaskasten und inszenierte sich dort als „serviler Befehlsempfänger“. Medienikonen wurden hier in einem künstlerischen Zusammenhang zitiert und kommentiert.
Die Arbeit wurde 1990 im Kunstforum der Städtischen Galerie im Lenbachhaus in München ausgestellt.

### 17411(1993)
Dieser KZ-Mantel mit dem roten Dreieck als Zeichen der politischen Gefangenen, ein Fundstück aus einem Geschäft in Paris, zeigte Beate Passow in einer Vitrine eines Modegeschäftes in der Weinstraße in München. Der Mantel war mit einem Preisschild und Dekorationen versehen wie andere Kleidungsstücke, unauffällig in die Umgebung integriert, mit dem Anschein einer käuflichen Ware. Der „emotionale[...] Schrecken“, der entsteht, resultiert aus der Diskrepanz zwischen der Unauffälligkeit in der Form und dem Inhalt.

### Wunden der Erinnerung(1993–1995)
Für dieses Projekt brachten die Künstlerin und Andreas von Weizsäcker in Deutschland und anderen europäischen Ländern Tafeln an Stellen an, die Spuren des Zweiten Weltkrieges in der Gegenwart zeigen, etwa Einschusslöcher oder Granatsplitter. Dabei spielte es keine Rolle, ob die Spüren von den Deutschen, von den Verteidigern oder den Alliierten stammten. Die Tafeln waren jeweils in der Landessprache beschriftet. „Es existiert eine Verletzung und auf die wird mit zwei bis fünf Worten, je nach Landessprache, hingewiesen. Diese Verletzung wird nicht benannt, der Grund dafür wird nicht erklärt, und es wird auch keine Geschichte erzählt. Die Wunden der Erinnerung sind keine Hinweistafeln, sondern Aufforderungen, auf die Suche zu gehen und selbst seine Schlüsse zu ziehen.“

### Fräulein B. und Frau P.(1994)
Auch bei dieser Arbeit wird der erste, vorschnell gefasste Eindruck des Betrachters beim zweiten Blick bloßgestellt:
Die Fotografien zeigen zwei Frauen, von denen sich die Betrachter „schnell ein klischeehaftes Bild“ machen können: Die jüngere steht mit dem Rücken zum Betrachter vor einer Aluminiumverkleidung und hinterlässt einen etwas hochmütigen Eindruck. Die ältere sitzt in einem Brokatsessel in ihrer Wohnung, die eine großbürgerliche Atmosphäre vermittelt. Die beiden Frauen konnten selbst entscheiden, wie sie auf den Fotos gezeigt werden wollten, die Künstlerin hat sie nur richtig ins Bild gerückt.
„Ich benutze in dieser Arbeit also historisches oder biographisches Material, nicht um eine Botschaft, die sich exakt benennen ließe, zu transportieren, sondern um den Betrachter emotional zu verunsichern. Ich frage danach, wie sich Dinge heute darstellen. Die Intention schleicht sich dabei nur sehr still ein. Und aus der Verunsicherung erwächst dann im günstigsten Fall die Motivation beim Betrachter, Dinge zu hinterfragen, statt ihrem Anschein zu vertrauen. Das ist keine Vergangenheitsbewältigung, sondern Gegenwartsbewältigung.“

### Rahmenbedingungen(1994)
Ausgangspunkt dieser Serie ist ein Foto des sogenannten Rostocker Hosenpissers, der bei den Ausschreitungen in Rostock-Lichtenhagen aufgetreten war. Der Mann verkörpert einerseits Gewalt, hat aber die Kontrolle über seine Blase verloren, also offenkundig selbst Angst. Das Foto war weltweit von den Medien verbreitet worden. Beate Passow hat sieben Versionen dieses Bildes vor einem neutralen dunklen Hintergrund gestaltet, Die Kunstwerke unterscheiden sich nicht im Foto, sondern nur im Rahmen – „mal barock verschnörkelt, dann minimalistisch schlicht, mit rotem Passepartout oder aus edlem Holz sind diese Rahmen – so dass für jeden Geschmack und jedes Milieu etwas dabei ist“. Wolfgang Ullrich hat dies als Mahnung der Künstlerin gedeutet, „dass jeder Mensch, auch ein noch so unsympathischer Gewaltverherrlicher, überall zuhause sein kann“.

### Vergoldeter Hochsitz(1995)
Dies war Beate Passows erste politische Arbeit im öffentlichen Raum: Ein vergoldeter Hochsitz wurde gegenüber vom Prinz-Carl-Palais aufgestellt, von dem aus man – im übertragenen Sinn – auf den passionierten Jäger Franz Josef Strauß zielen konnte. Passow sieht die Arbeit aber auch als Auseinandersetzung mit der für sie belastenden nationalsozialistischen Vergangenheit ihres Vaters.

### Wollte ich Sie bitten folgende Frage zu beantworten ... das mir fehlt(1996)
Das großformatige Triptychon ist im Vorraum von Kloster Irsee ausgestellt. In den Räumen des ehemaligen Klosters waren in der Zeit der NS-Gewaltherrschaft Behinderte ermordet worden. Passows Arbeit kombiniert drei von Tätern gemachte Fotografien von Opfern mit Auszügen aus dem Briefwechsel zwischen Valentin Faltlhauser, dem verantwortlichen Anstaltsleiter, und Georg Hensel, der Tbc-Versuche an behinderten Kindern in Kaufbeuren-Irsee durchführte.

### Das Geheimnis der Erlösung heißt Erinnerung(1997)
1997 wurde an einer der Fassaden des Ehrenhofs des Siemens-Verwaltungsgebäudes am Rohrdamm 85 in Berlin die Erinnerungstafel Das Geheimnis der Erlösung heißt Erinnerung angebracht. Das von Beate Passow zusammen mit Andreas von Weizsäcker geschaffene Mosaik zeigt im Andenken an die Siemens-NS-Zwangsarbeiter vor aufgelöstem Hintergrund einen Siemens-D-Zug (populäre Bezeichnung für einen 1924 gefertigten Röhrenempfänger).

### Quelle Privileg(1999/2008)
1999 setzte die Montag Stiftung Kunst und Gesellschaft mit acht Künstlern das Projekt Verborgene Orte: Brückenköpfe Erpel-Remagen um. Überreste der historisch bedeutsamen und zum Ende des Zweiten Weltkrieges zerstörten Brücke bei Erpel–Remagen wurden zum Ort künstlerischer Auseinandersetzung mit der deutschen Vergangenheit. Beate Passow fror für diese Rauminstallation Bücher in zwei Kühlschränken ein, u. a. die Gesamtausgabe von Ernst Jünger. Nach 1999 sammelte Beate Passow weiterhin Zeichen, die auf Gewalt verweisen, etwa Symbole für den Sturz von Saddam Hussein und Dokumente der Gewalt in Darfour.
2008 stellte sie die beiden Kühlschränke wieder auf und legte neue Bücher hinein. Nun wählte sie Literatur aus, die das Zeitgeschehen literarisch reflektierte, etwa Walter Benjamins Buch über Paris und Kali von Peter Handke. Die geöffneten Kühlschranktüren zeigen Siebdrucke von Orten kriegerischer Auseinandersetzung, etwa die zerstörte Donaubrücke von Novi Sad.

### Lotuslillies(2000)
Die Farbfotos zeigen alte Chinesinnen, deren winzige gebundenen Füße in fein bestickten Stoffschuhen verborgen sind: In ihrer Kindheit wurden ihnen gemäß dem damaligen Schönheitsideal die Füße abgebunden, damit sie nicht wachsen konnten und verkrüppelt wurden. Beate Passow wählt hier einmal mehr „nicht den direkten Weg der Anklage oder der Schockfotos, sondern den indirekten der subtilen Inszenierung“: Der schöne Schein verdeckt die Unterdrückung der Frau. Ausgangspunkt für diese Arbeit war, dass Passow 1999 in Los Angeles auffällig kleine Schuhe mit hohen Absätzen entdeckte und sich mit ihrer Geschichte beschäftigte.

### Zähler/Nenner(2005)
Mitte der 1990er-Jahre besuchte die Künstlerin Überlebende des Konzentrationslagers Auschwitz. Für ihre „bewusst dokumentarisch gehaltene Fotoserie“ Zähler/Nenner fotografierte sie die Arme dieser Menschen so, dass die Nummer erkennbar war, die ihnen im Konzentrationslager eintätowiert worden war. Die Serie von 40 Fotografien macht den gemeinsamen Nenner sichtbar: „Unmittelbarer noch als im Judenstern werden der Zwang, die Unterdrückung und Mechanisierung anschaulich gemacht, was hier zu sehen ist, vermittelt etwas vom Unglaublichsten.“, so der Kurator der Ausstellung des Projekts im Jüdischen Museum Wien in Wien.

### Mode und Bewusstsein(2006)
Für eine Serie von Farbfotografien inszenierte die Künstlerin Szenen mit Frauen in bunten Burkas in ungewöhnlichen Positionen, etwa im Biergarten vor Biergläsern oder auf einem Motorrad. Es geht um Frauen, ihre Kleidung, ihren Bewegungsspielraum in der Öffentlichkeit. Die Serie wurde als Kritik an Klischees verstanden.

### Financial Times Börsenkurse 12. September 2001(2007/2008)
Zwei große Tafeln zeigen, in rosa Seide gestickt, die Börsenkurse vom 12. September 2001. World Markets At A Glance listet die Aktienkurse der einzelnen Länder auf, die Abhängigkeit vom Weltgeschehen wird in der Grafik World Stock Market besonders deutlich. Der Schrecken des Terrors ist in einem Bild verborgen, das auf den ersten Blick ästhetisch aussieht.

### Picknick in Persien(2012)
Auf ihren Reisen in den Iran, nach China oder Pakistan dokumentierte Passow das Alltagsleben der Menschen und zeigte „auf subtile Art intime Einblicke in ihr Dasein“.
In der Serie Picknick in Persien hat sie 2012 auf einer Iranreise Menschen bei der Pause fotografiert. Die Bilder vermitteln Entspannung und ermöglichen es den Betrachtern, im Fremden Vertrautes zu finden: Zwei Frauen rauchen an einer Autobahnraststätte, ein junges Paar ruht auf einer Veranda zwischen Kissen, Lastwagenfahrer rauchen Wasserpfeife im Schatten ihres Wagens. So können die Betrachter den Perspektivwechsel vollziehen, zu dem das Werk von Beate Passow immer wieder anregt.

### Grodek(2015)
Georg Trakls letztes Gedicht Grodek ist auf eine grüne Landkarte gestickt, auf der der Schatten des Dichters liegt. Für die Form der Schrift diente Trakls Handschrift als Vorbild. Die Buchstaben werfen kleine Schatten. So wirken sie plastisch, als bewegten sie sich über die Landschaft hinweg. Die Karte ist eine Satellitenkarte der NASA. Dies schafft eine gedankliche Verbindung zu dem militärischen Zweck von Karten, zu Material für die Steuerung von Raketen oder Cruise-Missiles. Das abgebildete Gebiet gehört politisch zu verschiedenen Staaten, es sind aber keine Grenzen sichtbar. Dies erinnert an daran, wie sehr Grenzen der politischen Entwicklung unterliegen, wie relativ sie sind.

### Burka Barbies(2016)
Neun mit farbigen Burkas bekleidete Barbies stehen auf einem Spiegeltablett, sodass man ihnen in den Schritt schauen kann. Die Künstlerin entschied sich dafür, die Puppen mit nackten Beinen in Miniröcken zu zeigen. Damit habe sie das, was sie als Symbol für Frauen in der muslimischen Welt ansehe, mit der Darstellung von Frauen in liberalen westlichen Gesellschaften zusammenbringen wollen.
Die winzigen Burkas kaufte Beate Passow in Afghanistan, wo sie über Flaschen gestülpt werden, um sie zu dekorieren und den Alkoholkonsum zu verschleiern.

### Wanted(2016/2017)
Diese achtteilige Serie begann die Künstlerin nach dem Terroranschlag auf das Bataclan in Paris.
Sie wollte Spuren der Geschichte des Terrors und seiner Eingriffe in den Alltag sichtbar machen.
In dieser Serie werden Inhalt und Material auf ungewöhnliche Weise kombiniert. Der Gegenstand sind Fahndungsplakate zu Terroristen der RAF, die Beate Passow zum Teil noch selbst in Erinnerung hatte, bis hin zu den NSU-Mördern. Die Texte sind auf Seide gestickt, die Fotografien auf Seide wiedergegeben. Es wird gezeigt, dass Terror weder zeitlich noch räumlich eingegrenzt werden kann: Die Vorlagen stammen aus Palästina, der Bundesrepublik, Japan, Frankreich und den USA, die ältesten sind aus dem Jahr 1947, die jüngsten von heute.
Diese Arbeit rief vielfältige Meinungsäußerungen hervor:
Die gestickten Texte und Bilder würden auf den privaten Schutzraum verweisen, vor dem die Gewalt nicht Halt mache. Dieser Rückzugsort werde mit den öffentlichen Bildern des Schreckens verbunden: Visuelle und sprachliche Informationen geben Zeugnis vom Gedankenhorizont der jeweiligen Zeit.
Die Arbeit ließe sich als Anregung verstehen, „Gewohntes neu zu denken, neu zu ordnen, vielleicht neu zu interpretieren“. Simone Reber urteilte, die heimische Handwerkstechnik stelle die unbequeme Frage, „wie Terror aus dem Inneren eines Landes entstehen kann“.
Tom Mustroph meinte, die Galerie ließe „unwillkürlich über Wagenburgmentalitäten, über von Angst getriebene Abschottungspraktiken nachdenken“.

### Monkey Business (ab 2020)
In diesen Tapisserien richtet Passow ihren kritischen Blick auf die politischen Bewegungen Europas in der Gegenwart. Teile daraus wurden ab 2020 bereits ausgestellt, 2023 war der Zyklus aber noch nicht abgeschlossen.

### Fight Club (2023)
Die neun Tapisserien thematisieren die Geschichte der Emanzipation von Frauen und zeigen die Komplexität der Geschichte der Frauenrechtsbewegung sowie die Rolle von Kirche und Religion in diesem Kontext. Machtmissbrauch und Gerechtigkeit sind Themen der Kunstwerke. Die Künstlerin setzte verschiedene Bildvorlagen so zusammen, dass sich Kontraste ergaben und Heterogenität sichtbar wurde. Sie verwendete für die Collagen unter anderem historische Fotos zur Leibeserziehung von Mädchen aus dem Kloster Beuerberg. Diese Fotomontagen waren die Grundlage für die Umsetzung in Tapisserien am Staatlichen Textil- und Industriemuseum in Augsburg. Charakteristisch für Passow sind die vielen Grautöne.

## Ausstellungen (Auswahl)

### Einzelausstellungen
- 1990: Ein Mann wohnt im Haus, Städtische Galerie im Lenbachhaus, Maximiliansforum, München
- 1995: Beate Passow, Verzweigte Zeit, Museum am Ostwall, Dortmund (Katalog)
- 1997: Beate Passow – Zähler/Nenner, Städtische Galerie im Lenbachhaus, München[26]
- 2002: Gesammelte Verluste, Haus am Waldsee, Berlin[27]
- 2020: Monkey Business, Villa Stuck, München[28]
- 2023: Fight Club, Diözesanmuseum Freising, Freising[29]

### Gruppenausstellungen
- 1995: Wunden der Erinnerung, Haus der Kunst, München (mit Andreas von Weizsäcker)[30]
- 1999/2000: Zähler/Nenner, MAK, Wien,[31] sowie 2005 Jüdisches Museum Wien[16]
- 2017: Gabriele Münter Preis 2017, Akademie der Künste, Berlin

## Auszeichnungen (Auswahl)
- 1988 RischArt-Preis
- 1988 Förderpreis für Bildende Kunst der Landeshauptstadt München
- 2002 Kunstpreis der Landeshauptstadt München[6]
- 2017 Gabriele Münter Preis, „renommierteste[r] Kunstpreis für Bildende Künstlerinnen in Deutschland“.[3][3] Mit der Verleihung des Gabriele Münter Preises 2017 an Beate Passow würdigte die Jury „die konsequente künstlerische Haltung in Passows Gesamtwerk“.[32] Ihr Geschichtsverständnis thematisiere „die eigene Biografie und die kritische Auseinandersetzung mit den gesellschaftlichen und politischen Bedingungen der Gegenwart“.[32] Mit unterschiedlichen künstlerischen Techniken setze Beate Passow „fragwürdigen Herrschaftssystemen, übermässiger Ökonomisierung des Individuums und einer zunehmenden Überwachung ihren Blick und ihre Kamera entgegen.“[32]
- 2022 Kulturpreis der Bayerischen Landesstiftung, Staatskanzlei München